# Bonneville-Aptot
Bonneville-Aptot é uma comuna francesa na região administrativa da Normandia, no departamento de Eure. Estende-se por uma área de 7,32 km². Em 2010 a comuna tinha 264 habitantes (densidade: 36,1 hab./km²).